# Electronic body music
L'electronic body music (spesso chiamato con l'acronimo EBM) è un genere di musica elettronica che combina elementi di musica industriale e synthpunk con elementi di disco e musica dance. Si è sviluppato all'inizio degli anni '80 nell'Europa occidentale come conseguenza della cultura punk e della musica industriale. Combina linee di basso ripetitive in sequenza, ritmi di musica dance programmata e voci per lo più non distorte e grida di comando con temi conflittuali o provocatori.
L'evoluzione del genere rifletteva "uno spostamento generale verso strutture più orientate alla forma canzone nella musica industriale come svolta generale verso la pista da ballo da parte di molti musicisti e generi nell'era del post-punk". L'EBM era inizialmente considerata come parte della new wave europea e del movimento post-punk, nonché il primo stile che fondeva suoni sintetici con uno stile di ballo estatico (es. pogo)
EBM ha ottenuto un seguito stabile nella seconda metà degli anni '80. In quel periodo, dalla EBM emerse una scena culturale giovanile i cui seguaci si definivano come EBM-heads o (in Nord America) come rivetheads.

## Etimologia e caratteristiche
(Jurgen Engler dei Die Krupps)
Il termine Electronic Body Music fu utilizzato per la prima volta da Ralf Hütter della band elettronica tedesca Kraftwerk in un'intervista al quotidiano musicale britannico Sounds nel novembre 1977. Nel giugno 1978 Hütter riutilizzò la frase in un'intervista con la radio WSKU (Kent, Ohio) per spiegare il carattere più fisico dell'album dei Kraftwerk The Man-Machine. Il termine riapparve poi solo negli anni '80 quando fu collegato al nuovo genere musicale.
Nel 1981, i tedeschi DAF utilizzarono il termine "Körpermusik" (musica del corpo) per descrivere il loro suono punk elettronico ballabile. Il termine "Electronic body music" è stato successivamente utilizzato dalla band belga Front 242 nel 1984 per descrivere la musica del loro EP di quell'anno intitolato No Comment.
Descritto come un connubio di "musica punk generata elettronicamente intrecciata con suoni industriali", l'EBM era caratterizzata come una miscela di ritmi di drum machine, linee di basso ripetitive e voci chiare o leggermente distorte, grida o Growling integrato con effetti di riverbero ed eco. I tipici ritmi EBM si basano sul ritmo 4/4 da discoteca o sui ritmiche tipiche dell rock, (con cassa, rullante e charleston) e qualche sincope minore.
Campioni concreti, ad es. colpi di martello, macchine e suoni di avviso sono spesso usati per creare un "ambiente di fabbrica". Altri esempi includono discorsi politici ed estratti di film di fantascienza, cfr. Fronte 242 – Funkahdafi..

## Storia

### I precursori

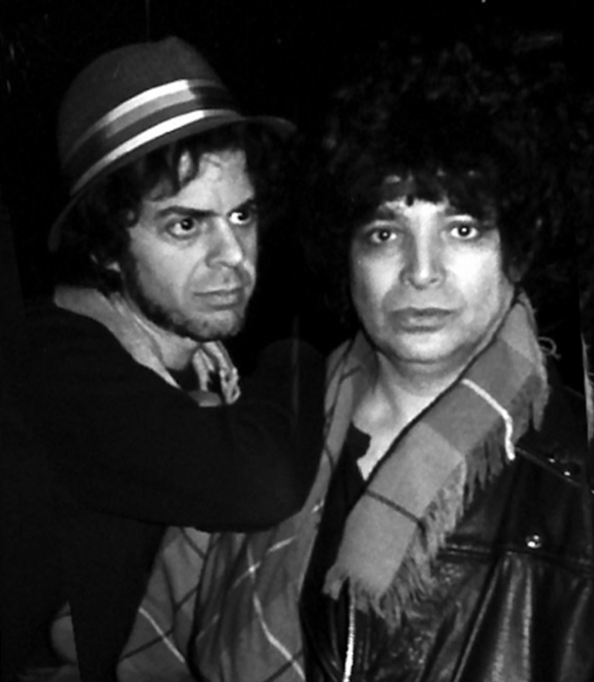
I Suicide nel 1988

L'EBM prese ispirazione da una combinazione di referenti musicali post-punk, industrial e post-industrial, tra cui The Normal, Suicide, DAF, Die Krupps, Killing Joke, Cabaret Voltaire, Throbbing Gristle e Test Dept, ma anche dal krautrock e dalla scuola di Berlino che vedeva tra i suoi esponenti band come Kraftwerk e Tangerine Dream, che utilizzavano sequenze di basso elettronico come caratteristica fondamentale nelle loro produzioni).
Altre influenze includono la musica synth-pop di The Human League e Fad Gadget; e la hit dance ispirata al krautrock I Feel Love di Giorgio Moroder e Donna Summer. Daniel Bressanutti (Front 242), che ha contribuito a definire il termine EBM, ha citato i paesaggi sonori dei Tangerine Dream e di Klaus Schulze come influenze da aggiungersi ai Kraftwerk, ai Throbbing Gristle, all'Eurodisco costruita sul sequencer da Giorgio Moroder e il movimento punk.

### 1981-1985: Lo sviluppo della EBM

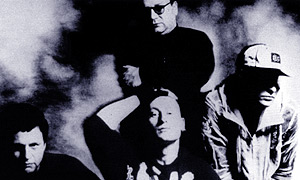
I Front 242

La Electronic body music nasce in Europa occidentale all'inizio degli anni '80. Germania e Belgio sono perlopiù considerati il nucleo centrale del movimento, con band come DAF, Die Krupps, Liaisons Dangereuses e Front 242 che iniziarono a mescolare ritmiche ballabili e linee di Sequenzer ripetitive.. I sintetizzatori che definivano lo stile di questa prima fase comprendevano il Korg MS-20, il Roland SH-101, l'ARP Odyssey, l'Emulator II, insieme a diversi modelli Oberheim e Yamaha.
L'inizio del movimento viene spesso fatto convenzionalmente risalire alla pubblicazione del singolo Body to Body (New Dance, 1981) dei belgi Front 242, ma negli stessi anni furono pubblicati altri brani iconici come Verschwende deine Jugend (Virgin, 1981), Alle gegen alle (Virgin, 1981) e Der Mussolini (Virgin, 1981) dei DAF, Wahre Arbeit, wahrer Lohn (Zickzack, 1981), Goldfinger (WEA, 1982) e Für einen Augenblick (WEA, 1982) dei Die Krupps, Etre assis ou danser (TIS, 1981) e Los niños del parque (TIS, 1981) e Avant-après mars (TIS, 1981) dei Liaisons Dangereuses. Quando il giornalista musicale Dirk Scheuring recensì il singolo Body to Body per la rivista Spex nel dicembre 1981, descrisse il brano come un "contributo belga alla minimal dance moderna", ponendo l'accento direttamente sull'uso delle sequenze di basso e infine ha osservato come "le idee diventino rapidamente convenzioni" - un riferimento a come prontamente le componenti sonore di un nuovo stile musicale abbiano subito un ulteriore sviluppo in tutti i paesi. Erano gli anni della NDW e dell'Electropunk, che vedeva, oltre ai nomi sopra citati, musicisti come Tommi Stumpff con brani come Crêve petit con e Helden sterben nie allein, The Tanzdiele con Folgt den Führern!, Strandgut e Hatz for the Schatz e X-Quadrat con Kauf Dir die Freiheit. I gruppi di quest'epoca applicavano spesso l'estetica del realismo socialista, spesso con intenti ironici.

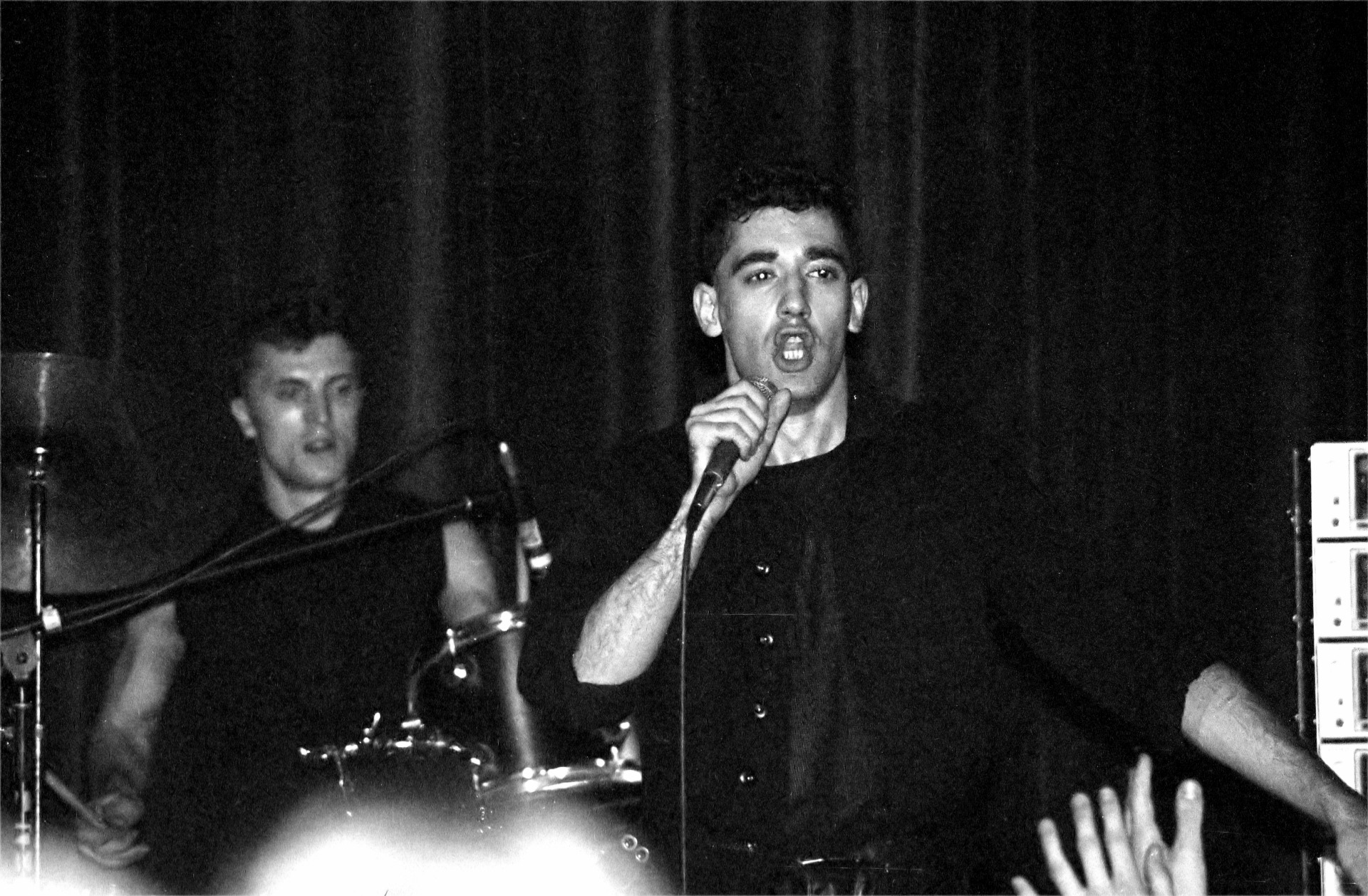
I Deutsch-Amerikanische Freundschaft

Sia il carattere tonale e tecnico della produzione di molti brani, sia l'attenzione tematica sulla potenza e la fisicità furono ripresi da un gran numero di gruppi successivi e costituirono la base della Electronic body music fino all'inizio degli anni '90. Nonostante questo, nel 1983, molti dei fondatori del movimento, tra cui i DAF, i Liaisons Dangereuses ed i Duotronic Synterror capitanati da Andi Arroganti, si erano perlopiù sciolti. Solo pochi tra loro riuscirono a trovare nuovi sbocchi, come ad esempio il singolo Contergan Punk di Tommi Stumpff prodotto da Konrad Plank o l'omonimo debutto del Wörther Quartet (cfr. Sentimentale Jugend).
In Inghilterra i Nitzer Ebb e Portion Control furono influenzati da DAF e Cabaret Voltaire. I Portion Control pubblicarono il maxi Hit the Pulse (In Phaze Records, 1983) e poi Raise the Pulse (Illuminated Records, 1983), staccandosi dalle strutture ingombranti dei loro primi lavori. I Nitzer Ebb rilasciarono invece i loro singoli Isn’t it Funny How Your Body Works? (Power Of Voice Communications, 1984) e Warsaw Ghetto (Power Of Voice Communications, 1985). A questi seguirono il progetto di Ben Watkins chiamato The Flowerpot Men con Jo's So Mean (Compost Records, 1984) e poi il oprogetto di Martin Glover dei Killing Joke chiamato The M.T. Quarter con Glass Finger (Illuminated Records, 1985). Gli italiani Pankow pubblicarono invece God’s Deneuve (KinderGarten Records) nel 1984.

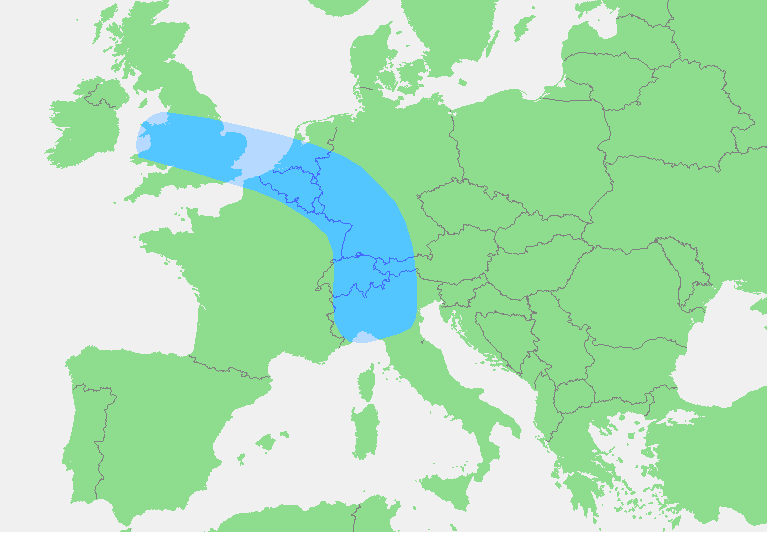
L'area della Banana blu

Altri gruppi associati allo stile erano Attrition (Shrinkwrap, 1985), Click Click (Sweet Stuff, 1985) e Hula con il singolo Poison (Club Mix) prodotto da Daniel Miller nel 1986. L'EBM si era quindi affermato in alcune località dell'Inghilterra a metà degli anni '80. Più o meno nello stesso periodo, in Belgio è emersa una scena underground, con artisti come The Klinik, Signal Août 42, Vomito Negro, Liquid G., Typis Belgis, 7 A Nou, Destiny, Braindamage ed Emotional Violence. Molte di queste band, come Portion Control, The Klinik e Signal Août 42, avevano un background sperimentale d'avanguardia ed erano a loro agio nell'ambito dell'electro minimale e del post-industrial prima di intraprendere un percorso più ballabile verso l'EBM.
La Electronic body music si affermò così in Europa, specie nelle aree metropolitane densamente popolata, chiaramente caratterizzata dall'industria, che corrispondeva grosso modo al modello di pianificazione spaziale di Roger Brunet (la cosiddetta "Banana blu"). Questi luoghi includevano l'Inghilterra (Sheffield, Coventry, Manchester, Londra), il Belgio (Bruxelles, Gand), la Germania (Dusseldorf, Francoforte sul Meno), la Svizzera (Zurigo, Basilea) e l'Italia settentrionale (Firenze).

### 1986–1992: L'"età dell'oro" della EBM
Mentre il synth-pop,la Italo disco e l'Hi-NRG dominavano le classifiche europee, l'EBM inizialmente rimase un fenomeno underground senza un pubblico di riferimento fino al 1986.
In Belgio fenomeni come Pain and Pleasure di The Klinik, Pleasure and Crime dei Signal Août 42, No Way Out degli à;GRUMH…, Awful Day di The Neon Judgment, This Is the Third Communique di The Weathermen e Carne degli A Split-Second iniziavano a venire alla ribalta. In Germania, produttori come Harald Blüchel (cfr. Chanson Deux) si sono occupati di questo stile, ma senza molto successo. Solo con Push! dei The Invincible Limits è stato in grado di affermarsi come un successo nel 1986. Il singolo vendette circa 12.000 copie entro la metà del 1987 e portò anche alla fondazione dell'etichetta discografica di Francoforte chiamata Techno Drome International.
Allo stesso tempo, gli Australiani Severed Heads (insieme a à;GRUMH... e Skinny Puppy) fecero tournée su entrambe le sponde dell'Atlantico prendendo ispirazione dalle produzioni di EBM europee dell'epoca che li portò a comporre brani come Twenty Deadly Diseases del 1986.
I Nitzer Ebb, intanto, perfezionarono il loro suono minimale ed aggressivo su singoli come Let Your Body Learn e Murderous, firmando così un contratto con la Mute Records, e l'anno successivo pubblicarono That Total Age, uno degli album più influenti del genere. Nel frattempo, i Front 242 fecero il salto con Official Version ed andarono in tour nell'autunno del 1987 come band di apertura dei Depeche Mode. Con l'aiuto di numerosi concerti e un'ampia visibilità sui media, sia Front 242 che Nitzer Ebb portarono la Electronic body music a un ampio pubblico. Con la crescente popolarità dello stile, innumerevoli opere di artisti provenienti da Germania, Belgio, Paesi Bassi, Svezia, Inghilterra e Giappone si sono fatte strada nei club. L'influenza stilistica di band come DAF, Die Krupps, Front 242 e Nitzer Ebb è stata particolarmente evidente in questo settore, poiché un certo numero di gruppi hanno ripreso le idee sonore di questi iniziatori, elaborandole ulteriormente nella composizione.

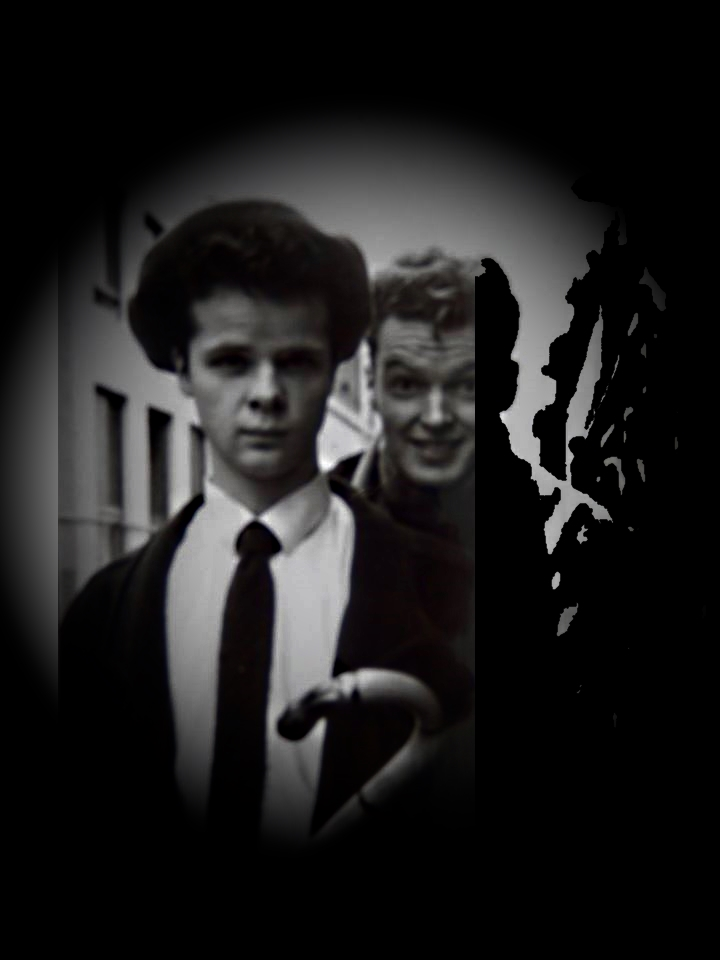
The Force Dimension in una foto del 1991

In Belgio apparivano costantemente nuove produzioni di Signal Août 42, Vomito Negro, Insekt, The Klinik e nuovi arrivati come What's. All'inizio del decennio, la maggior parte dei progetti elettronici, spesso a causa della barriera linguistica tra la parte fiamminga e quella francofona del Belgio, erano a malapena in contatto tra loro ma case discografiche come la Antler-Subway, la KK Records, la PIAS e la Body Records si unirono per alcuni anni dando vita ad una vivace scena vivace unitaria. In questo contesto nacquero compilazioni come Music from Belgium, con progetti come Typis Belgis ed E!Truncheon, pubblicando così alcuni tra i documenti sonori più importanti dell'epoca. Nel frattempo, The Force Dimension e Fatal Morgana fecero scalpore nei vicini Paesi Bassi.
Più o meno nello stesso periodo, in Germania crebbe una nuova generazione di gruppi EBM, caratterizzata dall'uso di potenti sequenze di bassi. Tra questi musicisti vi erano Bigod 20, Tribantura, Aircrash Bureau, Armageddon Dildos, VF Decoder, Paranoid, Sonic System, And One, Scarecrow e Orange Sector, nonché artisti attivi nell'ambiente della cassette culture come Entre Deux Guerres, Dilemma, Abortive Gasp e Everything. & Sincerità. Per i pionieri del genere che non avevano nuove pubblicazioni dalla metà degli anni '80, questa ripresa segnò un nuovo inizio. In particolare, l'album Ultra di Tommi Stumpff del 1989 fu ben accolto dai media. In Svizzera, lo stile trovò rapidamente imitatori con artisti come Séance, I Scream, Next Generation, Spartak, Deo Cadaver e Panic on the Titanic. L'ex membro degli Yello Carlos Perón sperimentò con le sonorità EBM con l'opera Impersonator II.
Dal 1987, la scena svedese attirò l'attenzione su di sé, principalmente attraverso l'etichetta Front Music Production, che è emersa nell'ambiente del New Life Soundmagazine. Oltre alla Energy e alla Electronic Beat Association, nacque la Energy Rekords, una delle più importanti case discografiche per la musica elettronica negli anni '90. Etichette come Evil Eye Productions, invece si sono concentrate principalmente sulle uscite su cassetta. Inside Treatment e Cat Rapes Dog sono stati tra i principali interpreti dello stile. Un'innovazione di questa scena fu l'uso del canto. Mentre l'urlo era diffuso nelle band tedesche, belghe e inglesi, Pouppée Fabrikk, Scapa Flow, Inside Treatment e Cat Rapes Dog proposero un suono più duro attraverso l'uso del Growling. I testi non solo venivano gridati come slogan, come al solito, ma venivano urlati gutturalmente, un'idiosincrasia svedese che anni dopo godette di popolarità internazionale. Nel novembre 1992, la trasmissione televisiva condotta da Paul King 120 Minutes di MTV, trasmise una diretta dal negozio "Pet Sounds Records" di Stoccolma e fornendo uno spaccato della scena musicale locale.
Anche in Inghilterra la scena si era ampliata con nuovi nomi come Ganzheit, Johnson Engineering Co., Federal State, AAAK (As Able As Kain), Mighty Force, Shock Corridor, Television Overdose ed Electro Assassin, che nacquero sulla scia del successo dei Nitzer Ebb e guadagnando una certa notorietà, in particolare nei ciuiti interni, ma ha svolto un ruolo marginale nell'ulteriore sviluppo che si ebbe dall'inizio degli anni '90.
Sebbene l'artista Hiromi Moritani alias Phew sia stata forse la prima musicista (donna) in Giappone ad entrare in contatto con EBM - il risultato è stata una collaborazione con Konrad Plank nel suo studio a Wolperath vicino a Colonia, che portando così nel 1981 al classico Signal. Assieme ad artisti come Adbaloons, 2nd Communication, DRP e Soft Ballet (quest'ultimo con una miscela idiosincratica di EBM e dance-pop) sono considerati i primi rappresentanti della EBM giapponese. Così come nello scenario europeo, l'EBM ha avuto il suo picco produttivo in Giappone tra il 1987 e il 1991 con le sedi di Tokyo e Sapporo. La maggior parte dei musicisti in seguito si rivolse all'ambiente techno/elettronico.
Durante questo periodo di tempo, ci sono state più sovrapposizioni con altri stili. Ad esempio, nel 1987 il progetto Central Unit pubblicò il singolo Computer Music, che presentava una fusione di EBM ed electro funk. Il duo britannico Electro Assassin ha rivisitato questo melange nel loro album del 1992 Jamming the Voice of the Universe.

### 1993–1994: Il declino
Già nel 1991 la stampa prevedeva il declino dello stile. Sia le riviste musicali affermate come Spex che le gazzette underground come la Limited Edition annunciarono che "la recessione del genere musicale a cui Front 242 ha dato forma e nome era già incombente". Mentre numerosi album venivano ancora pubblicati in tutta Europa fino al 1992, l'anno successivo il flusso di pubblicazioni aumentò notevolmente. All'inizio dell'estate del 1992, la rivista specializzata nelle diverse forme della new wave Glasnost contava solo tre band di origine belga: "Vomito Negro, l'impareggiabile Front 242 ed Insekt sono gli ultimi sopravvissuti della generazione EBM belga".
Importanti case discografiche come Animalized, Antler-Subway, Body Records, Parade Amoureuse e Techno Drome International cessarono le loro attività o si dedicarono a generi musicali completamente nuovi. La Zoth Ommog e KK Records, che riscontrarono gli stessi problemi poco tempo dopo, inizialmente decisero di non interrompere il lavoro con l'etichetta. Entrambi sono rimasti attivi fino al 2000, ciascuno con una diversa direzione musicale.
Un altro problema era l'ampliamento del movimento techno, che contribuì anche al rapido declino. All'epoca, l'EBM era considerato un relitto degli anni '80 e, con lo scioglimento del blocco orientale, il Patto di Varsavia e la fine della Guerra Fredda, questo genere non era più attuale. Il decennio successivo fu dominato dalla cultura Rave, che non si ritrovava nella natura marziale del genere. Con il motto "Love, Peace & Unity", culturalmente radicato principalmente nella musica da ballo fin dalla disco music e dalla musica house, la techno aveva una minor pretese di fare "dichiarazioni esistenziali sulla vita umana e sulla natura del mondo" - almeno "non così superficialmente" come nel caso di EBM. I concetti sociali del movimento house e techno, caratterizzati da edonismo e postmaterialismo, erano perlopiù in contrasto con la scena EBM che vedeva nel termine lavoro ancora un valore positivo come forma di determinazione, perstazione e legato al successo).
Sebbene produzioni isolate di EBM continuassero a raggiungere il mercato, soprattutto in Germania, la "grande domanda come all'inizio del decennio ha cessato da tempo di esistere".[110]
nel 1993 l'EBM aveva momentaneamente lasciato campo libero a generi come la dark electro e l'electro-industrial e gettando le basi per la scena elettronica degli anni '90. L'enorme cambiamento nello stile di artisti di spicco come Front 242 e Nitzer Ebb, che spesso si esprimeva attraverso l'uso di chitarre tipiche della musica rock, riff metal ed elementi breakbeat, segnò anche la fine del nucleo culturale dell'EBM. Nei media musicali, tali innovazioni vennero spesso viste come un tentativo fallito di ampliare i confini del genere e aggiornare l'EBM agli anni '90. Ma troppo spesso "i sostenitori più zelanti sono più becchini che levatrici".
Nonostante esista da oltre un decennio, la electronic body music è stata risparmiata da ogni forma di sfruttamento commerciale. Entro la metà del decennio, l'EBM era nota solo agli addetti ai lavori. Nell'ambito di un'indagine annuale condotta da Klaus-Ernst Behne tra il 1993 e il 1995 sulle preferenze musicali degli adolescenti, l'ormai basso livello di consapevolezza dello stile era diventato evidente: "La maggior parte dei giovani ha le idee chiare su cosa si intenda per musica rap o heavy metal. Ska o Electronic Body Music, invece, sono conosciuti solo dagli specialisti" (Klaus-Ernst Behne, Institut für musikpädagogische Forschung Hannover).

## Sviluppi
Nei primi anni novanta molti artisti cominciarono a mescolare all'EBM elementi e sonorità della musica rock e del metal. Se l'album "Front by Front" dei Front 242 diede il via all'epoca dell'EBM negli anni ottanta, il decennio successivo vide la conversione di molti dei più importanti artisti a sonorità più soft. I Nitzer Ebb, tra i pionieri del genere, divennero una semplice band di rock elettronico. L'electronic body music originaria si affievolì a metà degli anni novanta, ma nel contempo, agli inizi del nuovo millennio, si svilupparono nuove derivazioni tra cui il futurepop e l'aggrotech, rendendosi sempre più palesi le contaminazioni con la musica trance e techno.